# Pamphili

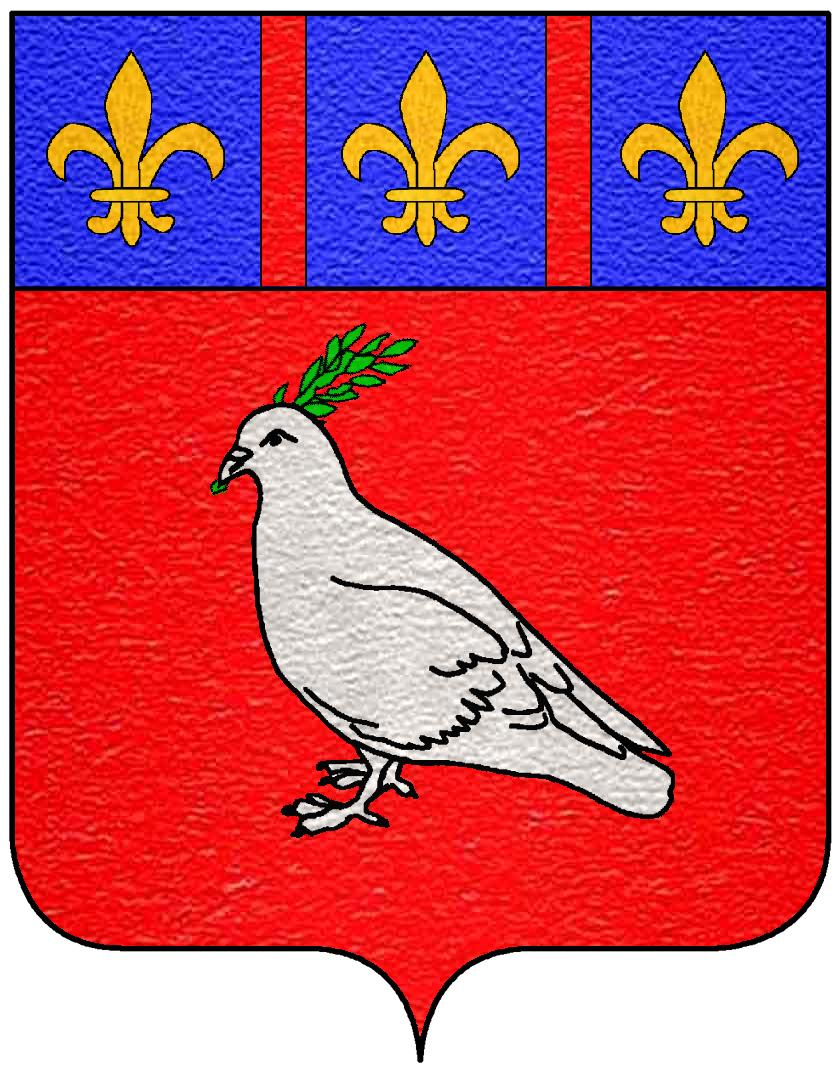
Pamphili

De Pamphili-familie is een van de pauselijke families die grote invloed had in de Romeinse politiek in de 16e en 17e eeuw. Hun naam wordt soms gespeld als Pamphilj. Hun oorsprong kennen ze in de stad Gubbio. De familie verhuisde echter onder het pontificaat van Paus Innocentius VIII (1484 – 1492). De Pamphili-paus was Paus Innocentius X, die regeerde van 1644-1655.
Palazzo Pamphili, gebouwd door de architecten Girolamo Rainaldi en Francesco Borromini, is gelegen in het midden van de Rione Parione, de Pamphili-buurt in Rome, ten zuiden van de Sant'Agnese in Agone op het Piazza Navona. Vanaf 1652, werd het plein elke zaterdag en zondag van augustus omgevormd tot een meer.  Dit om de Pamphili-familie te eren, een festival dat afgeschaft werd in 1866.  Heden ten dage doet het paleis dienst als ambassade van Brazilië.
Olimpia Maidalchini, een inwoner van het Palazzo Pamphili, was de moeder van Camillo Pamphili, die zijn kardinalaat afstond om te kunnen trouwen. Tijdens zijn huwelijk kwam hij in het bezit van het Palazzo Aldobrandini, nu gekend als het Palazzo Doria Pamphili.